# Жіноча збірна Австрії з хокею із шайбою
Жіноча збірна Австрії з хокею із шайбою (нім. Österreichische Eishockeynationalmannschaft der Frauen) — національна жіноча команда Австрії, що представляє країну на міжнародних змаганнях з хокею із шайбою. Командою опікується Федерація хокею Австрії. У Австрії налічується 673 хокеїстки у 2014 році. 

## Результати

### Виступи на чемпіонатах світу
- 2004 – 1 місце (Дивізіон ІІІ)
- 2005 – 5 місце (Дивізіон ІІ)
- 2007 – 4 місце (Дивізіон ІІ)
- 2008 – 1 місце (Дивізіон ІІ)
- 2009 – 4 місце (Дивізіон І)
- 2011 – 4 місце (Дивізіон І)
- 2012 – 4 місце (Дивізіон ІА)
- 2013 – 4 місце (Дивізіон ІА)
- 2014 – 5 місце (Дивізіон ІА)
- 2015 – 2 місце (Дивізіон ІА)
- 2016 – 3 місце (Дивізіон ІА)
- 2017 – 2 місце (Дивізіон ІА)
- 2018 – 2 місце (Дивізіон ІА)
- 2019 – 4 місце (Дивізіон ІА)
- 2022 – 4 місце (Дивізіон ІА)
- 2023 – 3 місце (Дивізіон ІА)
- 2024 – 4 місце (Дивізіон ІА)
- 2025 – 1 місце (Дивізіон ІА)